# Daniel Larsson
Daniel Larsson (ur. 25 stycznia 1987 w Göteborgu) – szwedzki piłkarz występujący na pozycji napastnika. Od 2017 jest zawodnikiem klubu Akhisar Belediyespor.

## Kariera klubowa
Larsson treningi rozpoczął w wieku 5 lat w klubie IFK Göteborg. W 1994 roku przeszedł do juniorskiej ekipy zespołu IK Zenith. W 2004 roku trafił do BK Häcken z Superettan. W tym samym roku awansował z nim do Allsvenskan. W tych rozgrywkach zadebiutował 14 sierpnia 2005 roku w przegranym 1:2 meczu z Örgryte IS. 17 lipca 2006 roku w wygranym 3:1 spotkaniu z Helsingborgiem strzelił pierwszego gola w trakcie gry w Allsvenskan. W tym samym roku spadł z zespołem do Superettan. W 2008 roku Larsson wywalczył z zespołem awans do ekstraklasy. Wówczas odszedł z klubu.
W 2009 roku został graczem klubu Malmö FF, również z Allsvenskan. Pierwszy ligowy pojedynek w jego barwach zaliczył 4 kwietnia 2009 roku przeciwko BK Häcken (1:0). W sezonie 2009 z 11 bramkami na koncie, zajął 3. miejsce w klasyfikacji strzelców Allsvenskan.

## Kariera reprezentacyjna
W reprezentacji Szwecji Larsson zadebiutował 20 stycznia 2010 roku w wygranym 1:0 towarzyskim meczu z Omanem.